# Madippakkam
Madippakkam è una suddivisione dell'India, classificata come census town, di 14.940 abitanti, situata nel distretto di Kanchipuram, nello stato federato del Tamil Nadu. In base al numero di abitanti la città rientra nella classe IV (da 10.000 a 19.999 persone).

## Geografia fisica
La città è situata a 12° 58' 21 N e 80° 12' 33 E e ha un'altitudine di 4 m s.l.m..

## Società

### Evoluzione demografica
Al censimento del 2001 la popolazione di Madippakkam assommava a 14.940 persone, delle quali 7.621 maschi e 7.319 femmine. I bambini di età inferiore o uguale ai sei anni assommavano a 1.280, dei quali 615 maschi e 665 femmine. Infine, coloro che erano in grado di saper almeno leggere e scrivere erano 13.105, dei quali 6.890 maschi e 6.215 femmine.